# Sven Schipplock
Sven Schipplock (* 8. November 1988 in Reutlingen) ist ein ehemaliger deutscher Fußballspieler.

## Karriere
Schipplock fing im Alter von vier Jahren beim FC Engstingen mit dem Fußballspielen an und wechselte zur C-Jugend für ein Jahr zum SSV Reutlingen 05. Er ging zum TSV Sondelfingen, für den er noch ein Jahr C-Jugend und zwei Jahre B-Jugend spielte. Zur A-Jugend wechselte er zum VfL Pfullingen, für den er ein Jahr spielte. Im Jahr 2006 kehrte Schipplock zum SSV Reutlingen 05 zurück und wurde in der Regionalligasaison 2007/08 zum Stammspieler.
Im Januar 2008 wechselte er zum VfB Stuttgart, und unterzeichnete einen bis Juni 2011 datierten Lizenzspielervertrag. Sein Profidebüt gab Schipplock am 26. Juli 2008 am ersten Spieltag der Saison 2008/09 für die zweite Mannschaft des VfB in der 3. Profi-Liga gegen Kickers Offenbach. Am 30. Oktober 2010 debütierte er für die erste Mannschaft des VfB Stuttgart im Spiel gegen den VfL Wolfsburg in der Bundesliga. Am 1. Dezember 2010 debütierte er gegen den BSC Young Boys in der Europa League und erzielte dabei sein erstes Pflichtspieltor für die Bundesligamannschaft des VfB. Sein erstes Bundesligator erzielte er am 13. März 2011 beim Spiel des VfB beim FC St. Pauli. 
In der Sommerpause 2011 wechselte Schipplock ablösefrei zur TSG 1899 Hoffenheim. Er unterschrieb einen Dreijahresvertrag. Am 18. September 2011 wurde er erstmals in der Regionalliga-Mannschaft der TSG eingesetzt; er erzielte beim 8:0 gegen den SC Pfullendorf fünf Treffer und bereitete einen weiteren für Kai Herdling vor.
Zur Saison 2015/16 wechselte Schipplock zum Hamburger SV. Er unterschrieb einen bis zum Sommer 2018 laufenden Vertrag. Sein erstes Ligaspiel für den HSV absolvierte er am 1. Spieltag: Bei der 0:5-Auswärtsniederlage gegen den FC Bayern München stand der Stürmer in der Startelf und wurde in der 69. Spielminute für Pierre-Michel Lasogga ausgewechselt. Unter Bruno Labbadia konnte sich Schipplock nicht durchsetzen und erzielte in seinen 20 Bundesligaeinsätzen kein Saisontor.
Zur Saison 2016/17 wechselte er auf Leihbasis zum Ligakonkurrenten SV Darmstadt 98. Am 29. April 2017 erzielte er nach 736 Tagen sein erstes Bundesligator beim 3:0-Sieg gegen den SC Freiburg. Ein weiterer Treffer gelang ihm am letzten Spieltag beim 2:2 gegen Borussia Mönchengladbach. Insgesamt lief Schipplock 23-mal in der Bundesliga für Darmstadt 98 auf, stieg mit ihnen aber in die 2. Bundesliga ab.
Zur Saison 2017/18 kehrte Schipplock zum HSV zurück. Dort traf er auf Trainer Markus Gisdol, mit dem er bereits in Hoffenheim (2013–2015) zusammengearbeitet hatte. Schipplock konnte sich allerdings weder unter Gisdol noch unter dessen Nachfolgern Bernd Hollerbach und Christian Titz durchsetzen. In zehn Ligaeinsätzen erzielte er keinen Treffer. Nach dem Abstieg des HSV und dem Auslaufen seines Vertrag verließ er den Verein zum Saisonende.
Zur Saison 2018/19 wechselte Schipplock in die 2. Bundesliga zu Arminia Bielefeld. Er unterschrieb einen Vertrag mit einer Laufzeit bis zum 30. Juni 2021. Am 30. Mai 2020 traf Schipplock nach viel Verletzungspech und über 1000 Tagen seit seinem letzten Treffer für Darmstadt 98 zum 2:1-Sieg von Arminia Bielefeld in der Nachspielzeit bei Holstein Kiel. Mit der Arminia stieg er am Ende der Saison als Zweitligameister in die Bundesliga auf und hielt mit der Mannschaft in der darauffolgenden Saison die Klasse.
Zur Saison 2021/22 kehrte er zum VfB Stuttgart zurück, um für dessen zweite Mannschaft zu spielen. Im Sommer 2023 beendete er seine Profikarriere.

## Erfolge

### Vereinserfolge
- Meister der 2. Bundesliga: 2020 (mit Arminia Bielefeld)

### Persönliche Auszeichnungen
- Torschützenkönig des DFB-Pokals: 2015